# Valentin Dogiel
Valentin Alexandrovich Dogiel (ruso: Валентин Александрович Догель, Valentin Alexandrovich Dogel)  (Kazán, 11 de marzo [O.S. 26 febrero] 1882 – Leningrado, 1 de junio de 1955) fue un zoólogo ruso - soviético, especializado en parasitología y protozoología. Fue profesor en la Universidad Estatal de San Petersburgo / Leningrado desde 1913, y Jefe del Laboratorio de Protozoología en el Instituto Zoológico de la Academia de Ciencias de Rusia, Leningrado, desde 1944. En 1923 funda el Laboratorio de Parasitología en el Instituto de Búsqueda de Pesca VNIORKh en Leningrado..
Contribuyó significativamente en el campo de la taxonomía de parásitos y protozoa en general. También trabajó sobre cuestiones más generales de zoología y anatomía comparativas, y resumió ese trabajo en el libro Oligomerization de Órganos Homólogos (1954) donde presentó su teoría nueva de la evolución del Metazoa.
La mayor parte de sus trabajos lo plasmó en su famoso libro  Obshchaya protozoologiya (1951), también traducido a inglés bajo el nombre General Protozoology en 1965. También fue autor del texto estándar soviético como Zoología de Invertebrados y Anatomía Comparativa de Invertebrados.
En 1939, fue nombrado miembro correspondiente de la Academia de URSS de Ciencias, y miembro extranjero de la Sociedad Linneana de Londres en 1944.

## Abreviatura (zoología)
La abreviatura Dogiel  se emplea para indicar a Valentin Dogiel como autoridad en la descripción y taxonomía en zoología.